# Patchday
Patchday ist ein inoffizieller Begriff, der einen Tag bezeichnet, an dem das Unternehmen Microsoft gesammelt Softwareaktualisierungen (englisch Patches) für seine Produkte veröffentlicht. In der Regel erfolgt dies am zweiten Dienstag eines Monats, weshalb auch der Begriff Patch Tuesday gebräuchlich ist.
Der Patchday wurde im Oktober 2003 eingeführt. Microsoft begründet diese Änderung der Sicherheitspolitik damit, die Arbeit der Administratoren und deren Planung der Updates erleichtern zu wollen. Zuvor wurden Patches gleich nach ihrer Fertigstellung und Überprüfung via Microsoft Update zur Verfügung gestellt; mit der Einführung des Patchdays liegt stattdessen jetzt ein fixer Tag als Erscheinungszeitpunkt fest. Administratoren ermöglicht dies nun, sich diesen Tag zu reservieren, um die Updates einzuspielen. Der Patch Tuesday bei Microsoft beginnt in der Regel um 10:00 Uhr Pacific Standard Time (Los Angeles), dies entspricht 19:00 MEZ (kann abweichen wegen unterschiedlicher Umstellung Sommer-/Winterzeit).
Inzwischen haben auch andere Unternehmen die Strategie von Microsoft als Vorbild aufgegriffen. Seit 2005 werden zum Beispiel auch bei Oracle Patches nur noch vierteljährlich veröffentlicht. Ende 2005 schloss sich auch Adobe und im September 2010 SAP dieser Praxis an.
Bei Windows 10 setzt Microsoft auf ein verändertes Update-Verfahren. Abgesehen von den monatlich erscheinenden, kritischen Updates, veröffentlicht Microsoft zu unterschiedlichen Zeitpunkten in der zweiten Monatshälfte optionale Updates.
Microsoft stellt Patches für gefährliche Sicherheitslücken auch außerhalb der Patchdays bereit, um das Gefährdungspotential gravierender Sicherheitslücken zu minimieren.